# Leonid Lakerbaja
Leonid Lakerbaja, též Leonid Lakrba (abchazsky Леонид Иван-иԥа Лакербаиа, gruzínsky ლეონიდ ლაკერბაია; * 1. ledna 1947) je abchazský politik, který od roku 2011 až do masových protivládních protestů v roce 2014 zastával funkci premiéra Abcházie. Předtím byl místopředsedou vlády této separatistické země a ministrem zahraničí. Je též od roku 2001 předsedou hnutí Aitaira.

## Biografie
Lakerbaja se narodil 1. ledna 1947 v Kutaisi v Gruzínské SSR. Jeho otec byl vojákem z povolání, a tak trávil dětství mimo Abcházii. Základní vzdělání získal v západogruzínském městě Senaki (tehdy se jmenovalo Cchakaja), ale na střední školu nastoupil v roce 1962 již v Abcházii v Gudautě. Po ukončení vojenské služby v roce 1970 se přesunul na studia do Moskvy, kde nastoupil na Moskevský institut dopravy (Московский авто-дорожный институт), a kde o 5 let později promoval. Od roku 1975 pracoval v okrese Gagra v místním podniku nákladní přepravy, nejprve jako specialista, o čtyři roky později jako ředitel. Od roku 1985 byl ředitelem podniku zabývajícího se experimentální činnosti rychlého mražení potravin v Gagře. Zde setrval šest let a poté se začal angažovat v politice.

### Počátky v politice
Od roku 1991 do 1996 byl poslancem nejprve v Nejvyšším sovětu Abchazské ASSR, poté v Abchazském lidovém shromáždění, jež je parlamentem separatistické Abcházie. V prosinci 1992 se stal také během války s Gruzií prvním místopředsedou separatistické vlády do doby, než byla v dubnu 1995 definitivně zorganizována první poválečná vláda. V té se přesunul na post ministra zahraničí, kde setrval pouze do srpna 1996, než byl z tohoto postu odvolán. Po svém odvolání z ministerského postu se angažoval v opozici vůči prezidentovi, avšak v téže době zároveň neobhájil poslanecký mandát, takže se na čas z aktivní politiky stáhnul. Přesto nadále působil jako hlas vznikající opozice vůči prezidentovi a stal se členem uskupení kolem dalších veřejně známých osobností jako Stanislav Lakoba (politik), Aleksandr Ankvab (politik, podnikatel), JUDr. Zurab Ačba (zavražděn v roce 2000), Garri Aiba (politik, zavražděn v roce 2004), Natella Aqabová (lidskoprávní aktivistka), Alexej Gogua (spisovatel), Nugzar Logua (malíř), Amiran Adleiba (sochař), Oleg Damenia (učitel), Irina Agrbová, Valerij Biguaa, Dalila Pilia a dalších, jež dalo vzniknout prodemokratickému hnutí Aitaira. Ty spojovalo odmítání stávající státní byrokracie spojené s vládnoucím dynastickým klanem, který ovládal veškerý administrativní aparát a veřejné zdroje. I proto byl Lakerbaja nominován v prezidentských volbách v roce 1999 na návrh Abchazské národní strany jako kandidát. Ústřední volební komise však odmítla jeho kandidaturu zaregistrovat, a tak dosavadní prezident Vladislav Ardzinba vyhrál volby bez účasti protikandidáta.

### Předseda hnutí Aitaira
V dubnu 2000 byl opět zvolen poslancem do Abchazského lidového shromáždění a ještě téhož roku se stal společně s Aleksandrem Ankvabem spolupředsedou hnutí Aitaira, od roku 2001 byl zvolen předsedou celého tohoto opozičního hnutí. Své působení v abchazském parlamentu ukončil až v roce 2002, neboť bylo funkční období stávajícího parlamentu prodlouženo o čtyři měsíce vinou Kodorské krize. V parlamentních volbách, jež následovaly, bylo celkem osm kandidátů za hnutí Aitaira, včetně Lakerbaji, vyloučeno. Sám Lakerbaja to považoval za hrubé porušení volebního zákona ze strany Ústřední volební komise Republiky Abcházie a ze strany vládnoucí moci, jež ve společnosti ztrácela vliv kvůli ekonomickým potížím, jež se nadále zhoršovaly. Na protest proto odmítlo kandidaturu všech zbylých patnáct kandidátů hnutí. Hnutí však i nadále fungovalo jako opoziční síla vůči vládnoucí klice a den bezprostředně před uskutečněním voleb Lakerbaja důrazně pohrozil vládnoucí moci, že nebude od nich mít klid.

### Vicepremiér Abcházie
Zlom nastal v roce 2005 při opakovaných prezidentských volbách, které vyhrála opozice v čele s novým prezidentem Sergejem Bagapšem, jehož ve volbách podporovalo i hnutí Aitaira poté, kdy byl jako kandidát odmítnut Aleksandr Ankvab. V nové vládě zaujal od 24. února 2005 po celou dobu prvního Bagapšova funkčního období post místopředsedy vlády. Týden poté zažil dramatickou situaci, když byl spáchán atentát na premiéra Aleksandra Ankvaba, jemuž však zapůjčil svůj automobil, a tak vyvázli oba nezraněni. O měsíc později zažil Lakerbaja s Ankvabem další pokus o atentát, když pravděpodobně titíž pachatelé zaútočili na premiéra znovu. Během období, kdy Abcházie zintenzivnila snahu o získání uznání své nezávislosti, se přikláněl k možnosti navázat spolupráci se zeměmi Evropské unie, aby byl vyvážen ruský vliv v zemi, se slovy, že nelze uchovávat vejce v jediném košíku, a že dokonce i Rusko se přibližuje k Evropě. Nakonec následkem Války v Jižní Osetii v roce 2008 coby místopředseda vlády zažil mezinárodní uznání Abcházie ze strany Ruska a několika dalších států.
Poté, co byl Bagapš v roce 2009 znovuzvolen prezidentem, se stal prvním místopředsedou vlády. V souvislosti s úmrtím prezidenta Bagapše v roce 2011 a s kandidaturou Ankvaba na prezidenta v předčasných prezidentských volbách musel převzít Ankvabovy pravomoci premiéra.

### Premiér Abcházie
Volby nakonec vyhrál Aleksandr Ankvab a v jeho vládě zaujal od 27. září 2011 post premiéra. Při jmenování vlády se vyjádřil směrem k novému ministrovi zahraničí Vjačeslavu Čirikbovi, že ho čeká náročná práce v prosazování abchazských zájmů ve světě při procesu zisku uznání nezávislosti od dalších států, i když se v tomto směru již udělalo hodně. Už coby Bagapšův podřízený se s Ankvabem snažil plnit sliby hnutí Aitaira a postupoval proti korupci i organizovanému zločinu, nyní v tomtéž hodlali oba pokračovat, což vedlo k dalším pokusům o atentát na nyní již prezidenta. Přesto časem začala u obyvatel Abcházie růst nespokojenost, zejména v souvislosti se skandálem ohledně udělování občanství příslušníkům gruzínské menšiny obývající okres Gali, čehož využívala opozice.
To nakonec vedlo k mohutným protestům obyvatel, jež přerostly v nepokoje v Abcházii na konci května 2014, kdy byl prezident Ankvab nucen před přívrženci opozice uprchnout z hlavního města do Gudauty. 29. května se mimořádně sešlo Abchazské lidové shromáždění, které premiérovi i jeho vládě vyslovilo nedůvěru, avšak Ankvab odmítl premiéra z funkce odvolat. Lakerbaja však deklaroval svou připravenost rezignovat, bude-li to nutné a pokud opozice prokáže schopnost řešit problémy země. Poukázal i na své přesvědčení, že žádná politická funkce nestojí za případné krveprolití. Po úprku prezidenta z hlavního města a jeho následné rezignaci byl nakonec nucen rezignovat i Lakerbaja, a to 2. června 2014.

### Další politická kariéra
V červenci 2014 se Lakerbaja stal vedoucím volebního týmu prezidentského kandidáta Aslana Bžaniji, který se hodlal utkat s dalšími kandidáty v předčasných prezidentských volbách, jež byly vyhlášeny na 24. srpen toho roku. Exprezident Ankvab právě jeho v kandidatuře podpořil. Po volbách, z nichž Bžanija odešel poražen, se Lakerbaja na čas stáhl z politického života a přestal se ukazovat na veřejnosti.
Následující rok v květnu se vydal za exprezidentem Ankvabem do Moskvy, kde se účastnil několika přednášek a konzultací. S Aleksandrem Ankvabem a s představiteli ruské i abchazské veřejnosti probral aktuální politické otázky ohledně Abcházie a také možnosti, jak překonat současnou politickou krizi, jež však s nástupem Raula Chadžimby do prezidentské funkce uhasla.
Poté se vrátil do aktivní politiky a začal se účastnit aktivit bloku opozičních stran vůči nové vládě. Nabídl jim také své politické i právní stanoviska ohledně událostí z května 2014, které dle něj proběhly v jasném rozporu s Ústavou. Nový režim v Abcházii ale kritizoval jen umírněným způsobem a úřady vyzýval, aby plnily své funkce, jak mají. Během konání opozičního fóra 24. prosince 2015 se distancoval od návrhů opozice k rozpuštění Abchazského lidového shromáždění i od výzev k rezignaci prezidenta Chadžimby.
V březnu 2017 kandidoval do voleb do Abchazského lidového shromáždění. Ve svém obvodu však nakonec o dva měsíce později prohrál proti Leonidovi Čamagvovi.
Na konci března 2022 vydal Lakerbaja prohlášení, v němž respektuje snahu Jižní Osetie o začlenění do Ruské federace, zároveň oceňuje, že Abcházie stále jde cestou nezávislosti a Rusko považuje za strategického partnera v oblasti vojenské i ekonomické spolupráce. Zdůraznil, že si Abcházie přeje úspěšné zakončení vojenské speciální operace Ruska na Ukrajině. Zde se dle něj rozhoduje nejen o místě Ruska v moderním světě, ale také o osudu Abcházie.